# Дельта Красной реки
Дельта Красной реки (вьет. Khu dự trữ sinh quyển châu thổ sông Hồng) — биосферный резерват во Вьетнаме.

## Физико-географическая характеристика
Биосферный резерват расположен в северном Вьетнаме на территории округов Тхайтхюи, Тьенхай, Зяотхюи, Нгиахынг и Кимшон. 500 км Красной реки, включая дельту, проходит по территории Вьетнама.
В базе данных всемирной сети биосферных резерватов указаны следующие координаты центральной точки заповедника: 20°32′ с. ш. 106°35′ в. д.. Согласно концепции зонирования резерватов общая площадь территории, которая составляет 1372,61 км², разделена на три основные зоны: ядро — 148,42 км² (из них 85,64 км² акватории), буферная зона — 369,51 км² (из них 184,94 км² акватории), зона сотрудничества — 854,68 км² (из них 500,21 км² акватории). К ядру резервата относят территории в округах Зяотхюи and Тьенхай, которые являются природными заповедниками, окружены транзитными и буферными зонами, и соединены коридором.

## Флора и фауна
Растительный и животный мир резервата в основном включает виды, приспособленные к солёной воде. Транзитной зоной между водным миром и полностью наземным миром резервата являются мангровые леса и территории, затапливаемые во время приливов. Среди 26 видов мангровых основными являются Kandelia candel и Sonneratia caseolaris.
Территория является важным пунктом миграции птиц из северной Азии на юг в индомалайзийский регион и в Австралию, и обратно. Среди 78 видов водных птиц, отмеченных здесь, 38 видов куликов. 11 видов птиц относят к редким видам, в том числе, Calidris pygmaea, Threskiornis melanocephalus, Terpsiphone atrocaudata. Особенно важными для миграции птиц являются водно-болотные угодья Сюантхюи площадью 120 км² и территория округа Тьенхай. Первые, расположенные южнее эстуария Балат, являются важным местом зимовки водоплавающих птиц, в разные годы в них наблюдалось более 20 тысяч водоплавающих и 33 тысяч куликов. Второй, расположенный между Балат и рекой Лан, представляет зимние квартиры Platalea minor.
Кроме того на территории резервата обитает Crocodylus porosus и Dugong dugon.

## Взаимодействие с человеком
На территории резервата проживает более 128 тысяч человек, представители различных этнических групп, которые образуют 5 крупных кланов. Каждый клан и его крупные ветви строят клановые постройки, которых на территории резервата насчитывается 29. Жители резервата обычно имеют два дома (в лесу и в городе) и в основном занимаются сельским хозяйством и рыболовством. Проводятся программы по обучению населения грамотному использованию водных ресурсов.
Резерват был образован в 2004 году, но и до этого различные части резервата охранялись государством и международными организациями. В частности, в 1982 году территория Сюантхюи стала первым водно-болотным угодьем страны, а в 2003 году получила статус национального парка. Сюантхюи и Тьенхай с 2002 года входят в список объектов BirdLife INternational. Несмотря на то, что территория представляет собой общую экологическую ценность, управление происходит раздельно: Тьенхай управляется департаментом провинции Тхайбинь, а Сюантхюи — провинции Намдинь.
Регион является достаточно хорошо изученным, в нём постоянно работает около 75 исследователей.